# يورب 54509
54509 يورب (2000 PH5) هو كويكب في تكوين مداري مشترك مع الأرض  اكتشف في 3 أغسطس 2000 من قبل بحث لنكولن عن الكويكبات القريبة من الأرض
قدمت قياسات معدل دوران هذا الجرم أول دليل رصدي على تأثير يورب وبالتالي اسم الكويكب مقتبس من تأثير يورب.معدل دوران الكويكب يتزايد بمعدل (2.0 ± 0.2) × 10−4 درجة/يوم2 والذي تسبب بين عامي 2001 و 2005 في دوران الكويكب حوالي 250 درجة أكثر من معدل دورانة المتوقع في عام 2001 . وسوف يتضاعف معدل دوران 54509 يورب في خلال 600،000 سنة .ويمكن أن يغير تأثير يورب أيضا الميل المحوري ومعدل حركة محور المبادرة.

## وصلة خارجية
- 54509 يورب في قاعدة بيانات مختبر الدفع النفاث لأجرام النظام الشمسي الصغيرة